# Jaka Ihbeisheh
Jaka Ihbeisheh (arabisch جاكا حبيشة, DMG Ǧākā Ḥubaiša; * 29. August 1986 in Ljubljana) ist ein slowenisch-palästinensischer Fußballspieler.

## Karriere

### Verein
Jaka Ihbeisheh erlernte das Fußballspielen in der Jugendmannschaft von Interblock Ljubljana im slowenischen Ljubljana. Hier unterschrieb er auch seinen ersten Vertrag. Anfang 2007 wechselte er zum ebenfalls in Ljubljana beheimateten ND Slovan Ljubljana. Die Saison 2008 spielte er bei NK Krka in Novo mesto und in Kidričevo beim NK Aluminij. Das erste Halbjahr 2009 stand er bei NK Krško in Krško auf dem Spielfeld. Über die slowenischen Stationen NK Primorje, NK Rudar Velenje, NK Domžale und NK Krka ging er Mitte 2016 nach Katar. Hier schoss er sich dem al-Shamal SC aus Madīnat asch-Schamāl an. Mitte 2017 zog es ihn nach Thailand. Hier unterschrieb er einen Vertrag beim BEC Tero Sasana FC. Der Verein aus der thailändischen Hauptstadt Bangkok spielte in der höchsten Liga des Landes, der Thai League. 2018 ging er wieder nach Europa. In Österreich nahm ihn der SV Stegersbach aus dem burgenländischen Stegersbach unter Vertrag. Im August kehrte er in seine Heimat zurück. Hier schloss er sich seinem ehemaligen Verein NK Krka an. Im gleichen Monat wechselte er zum NK Bravo nach Ljubljana. Der Verein spielte in der zweiten slowenischen Liga, der Druga Slovenska Nogometna Liga. Mit dem Verein wurde er Meister und stieg in die erste Liga auf. Mitte 2020 verpflichtete ihn der Zweitligist NK Radomlje aus Radomlje.

### Nationalmannschaft
Jaka Ihbeisheh spielt seit 2014 in der Nationalmannschaft von Palästina. Bisher absolvierte er vierzehn Länderspiele.

## Erfolge
NK Bravo
- Druga Slovenska Nogometna Liga: 2018/2019  ▲